# Cincinnati Masters 2003
Il Cincinnati Masters 2003 (conosciuto anche come Western & Southern Financial Group Masters per motivi di sponsorizzazione) è stato un torneo di tennis giocato sul cemento. È stata la 102ª edizione del Cincinnati Masters, che fa parte della categoria ATP Masters Series nell'ambito dell'ATP Tour 2003. Il torneo si è giocato al Lindner Family Tennis Center di Mason, vicino a Cincinnati in Ohio negli USA, dal 4 all'11 agosto 2003.

## Campioni

### Singolare
Andy Roddick ha battuto in finale  Mardy Fish con il punteggio di 4–6, 7–6(3), 7–6(4).

### Doppio
Bob Bryan /  Mike Bryan hanno battuto in finale  Wayne Arthurs /  Paul Hanley con il punteggio di 7–6(3), 6–4.